# 울리크 톰센
울리크 톰센(Ulrich Thomsen, 1963년 12월 9일 ~ )은 덴마크의 배우이다.

## 출연 작품
- 브라더스
- 인 어 베러 월드
- 킹덤 오브 헤븐